# Пржинська угода
Пржинська угода — угода, процес підписання якої тривав з 2 червня до 15 липня 2015 року між основними політичними партіями Північної Македонії за посередництва Європейського союзу. Угода поклала край політичній та інституційній кризі в першій половині 2015 року. За результатами угоди Соціал-демократичний союз Македонії отримував право делегувати своїх людей до Уряду Македонії, домігся відставки у січні 2016 року прем'єр-міністра Ніколи Груєвського і проведення дострокових виборів в Македонії, а також розслідування злочинів, докази яких з'явилися після прослуховування телефонних переговорів держслужбовців.

## Передісторія
У травні 2015 року в Скоп'є розпочалися протести проти прем'єр-міністра Ніколи Груєвського і його уряду. Протести почалися після початку суду над лідером опозиції Зораном Заєвим, який заявив, що у нього є компромат на понад 20 тисяч македонських держслужбовців і особисто Ніколу Груєвського. Останній особисто «зам'яв» справу про вбивство молодої людини поліцейським 2011 року. 5 травня 2015 року відбулися масові заворушення. 12 травня голова МВС Йордана Янкулоська і міністр транспорту Міле Янакієвський разом з Головою Адміністрації безпеки і контррозвідки Сашо Міялковим пішли у відставку після того, як були опубліковані матеріали про їхню участь у низці державних злочинів.

## Реалізація
Реалізація Пржинської угоди була ускладнена у зв'язку з тим, що Соціал-демократичний союз звинуватив партію ВМРО — ДМПНЕ у затягуванні реалізації. Призначення Катиці Яневої спеціальним прокурором сприйняли як прорив, але включення в її команду членів партії ВМРО викликало здивування. 14 жовтня 2015 року Зоран Заєв заявив, що угода більше не дійсна у зв'язку з тим, що Рада прокурорів відхилила половину кандидатів, запропонованих Яневою.
4 листопада були обрані інші кандидати і робоча команда Яневої була сформована. У той же день були досягнуті домовленості про міністрів та їхніх заступників у перехідному (технічному) уряді. В угоді звучав заклик відправити у відставку Груєвського у січні 2016 року, що і було реалізовано 14 січня. 17 січня пост прем'єр-міністра зайняв Еміль Дімітрієв.